# Vélo de route

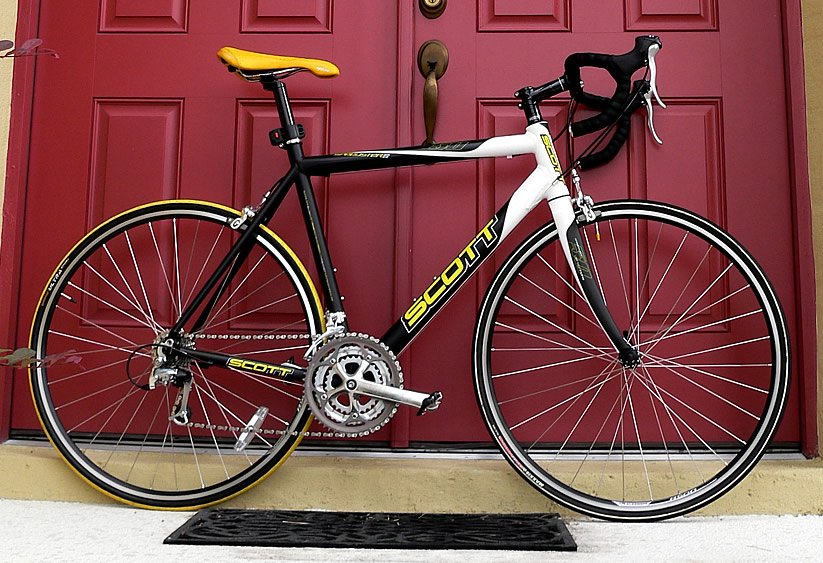
Un vélo Scott.

Un vélo de route, également appelé vélo de course, est un type de bicyclette destiné à la compétition de cyclisme sur route.

## Histoire
L'histoire du vélo commence en 1817 dans le Duché de Bade en Allemagne, lorsque le Baron Karl Drais conçoit la draisienne, un engin avec deux roues, une zone d'assise et une direction, qui nécessite l'utilisation des jambes pour avancer. Importée en France sous le nom de vélocipède, la draisienne permet aux enfants de découvrir le vélo. Cependant, elle présente le problème de faire flotter l'utilisateur plutôt que de le faire rouler, sauf s'il pédale pour maintenir l'équilibre. Les pédales sont une invention française, avec Michaux, Sargent, Lallement et d'autres se disputant la paternité. Les premiers vélocipèdes de 1861 ont des pédales qui entraînent la roue avant directement, et pour augmenter le développement, c'est-à-dire la distance parcourue à chaque tour de pédale, on augmente le diamètre de la roue. Cela mène à l'apparition du Grand-Bi en 1871, qui place le cycliste à plus de 1,5 mètre, voire 2 mètres au-dessus du sol, avec des roues à jantes en bois et des bandages pleins en caoutchouc. Toutefois, les chutes sont fréquentes et le démarrage est une question d'équilibre.

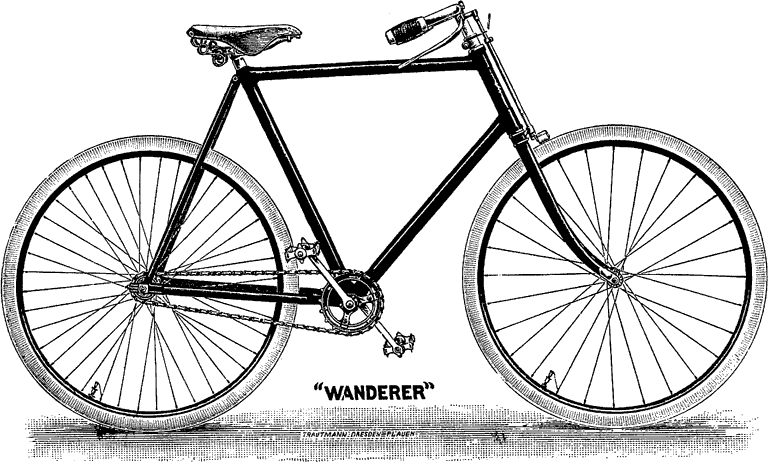
Un ancien vélo.

## Description

### Cadre
Les matériaux les plus utilisés pour le cadre sont le carbone, l'aluminium, l'acier, et le titane.

## Spécifications UCI
L'UCI règlemente les spécifications des vélos de route pour la compétition.